# Teatr ubogi
Teatr ubogi to koncepcja Jerzego Grotowskiego polegająca na realizowaniu teatru po odrzuceniu wszystkiego, co jest w nim zbędne. W ten sposób w teatrze pozostają tylko aktor i widz, bez zbędnych ozdobników, typu dekoracje czy rekwizyty, a także bez podziału na przestrzeń sceniczną i widownię.
Terminu tego użył pierwszy raz Ludwik Flaszen, opisując w komentarzu do programu Akropolis (10 października 1962) podstawowe cechy przedstawień Grotowskiego:
„Teatr” ubogi: dekoracji w znaczeniu potocznie przyjętym właściwie brak. […] przy użyciu najmniejszej ilości elementów stałych wydobyć – w drodze magicznych przekształceń rzeczy w rzecz, poprzez wielofunkcyjną grę przedmiotów – maksimum efektów. Tworzyć całe światy, posługując się tym, co znajduje się w zasięgu ręki. […] Jest to teatr uchwycony w fazie zalążkowej, w procesie swych narodzin, kiedy obudzony instynkt gry spontanicznie dobiera sobie narzędzia dla magicznego przeistoczenia. Jego siłą napędową jest oczywiście żywy człowiek, aktor.
W późniejszym okresie, po Księciu Niezłomnym, formuły te uległy dalszym przekształceniom, a stałym elementem, który pozostał, będzie aktor.
Jerzy Grotowski w tekście Ku teatrowi ubogiemu, który jest polskim odpowiednikiem Towards a Poor Theatre, pisał, że teatr tego typu powstaje w efekcie procesu redukcji – minimalizacji wszelkich elementów typowych dla przedstawienia teatralnego, bez których może się ono obejść: rezygnacja ze scenografii, oświetlenia, kostiumów, charakteryzacji, a nawet muzyki, a także zniósł podział na scenę i widownię. To właśnie ludzie (aktor – widz) i relacje między nimi mają kształtować się i przebiegać bez zakłóceń, bez zbędnych ozdobników. Pozostaje więc tylko to, co stanowi istotę teatru: sytuację spotkania człowieka z człowiekiem. Istota teatru ubogiego tkwi w poszukiwaniu najgłębszej prawdy aktorskiego działania, jest dążeniem do spełnienia aktu całkowitego.
Książka ta jest świadectwem myśli Grotowskiego i jego współpracowników z Teatru Laboratorium w latach sześćdziesiątych minionego stulecia. Stała się znana na świecie i weszła do kanonu myśli teatralnej, stając się klasyczną jej pozycją. Książka Ku teatrowi ubogiemu (ISBN: 9788392363507) ukazała się w Polsce w 2007 roku nakładem Instytutu im. Jerzego Grotowskiego.
Po zdobyciu przez Grotowskiego światowej sławy i publikacji książki Towards a Poor Theatre pojęcie „teatr ubogi” stało się swoistym synonimem prowadzonych przez niego poszukiwań, stopniowo zmierzając w stronę stereotypowej formuły. Poddawane też było rozlicznym reinterpretacjom i przesunięciom (np. teatr ubogi jako teatr ubogich, a więc uciskanych ekonomicznie i politycznie). Do dziś funkcjonuje jako bodaj najbardziej znany termin związany z teatrem Grotowskiego.